# كورت شميت
كورت شميت (بالألمانية: Kurt Schmied)‏ (مواليد 14 يوليو 1926) هو لاعب كرة قدم. يلعب مع منتخب النمسا لكرة القدم. سبق له أن لعب في كأس العالم لكرة القدم مع منتخب بلاده.

## روابط خارجية
- كورت شميت على موقع الاتحاد الدولي (مؤرشف)  (الإنجليزية)
- كورت شميت على موقع قاعدة بيانات كرة القدم.إي يو (الإنجليزية)
- كورت شميت على موقع ناشيونال فوتبول تيمز (الإنجليزية)